# Diego Garcia (eiland)
Diego Garcia is een eiland (een atol) dat behoort tot de Chagosarchipel. Deze groep eilanden zijn deel van het Brits Indische Oceaanterritorium, buiten de cyclonenzone.
Hier ligt een Amerikaanse basis, die tijdens de Koude Oorlog uitermate geschikt was om de Sovjet-Unie in de gaten te houden.
Als gevolg van de speciale militaire status werden alle oorspronkelijke bewoners van het eiland tussen 1967 en 1973 verbannen. De meesten werden gedeporteerd naar Mauritius, sommigen naar de Seychellen. In 2000 werd de juridische verbanning ongedaan gemaakt, maar het eiland behield zijn militaire status.
Het totale gebied beslaat ongeveer 60 vierkante kilometer. Mauritius claimt dat de Chagosarchipel tot zijn grondgebied behoort.

## Externe links

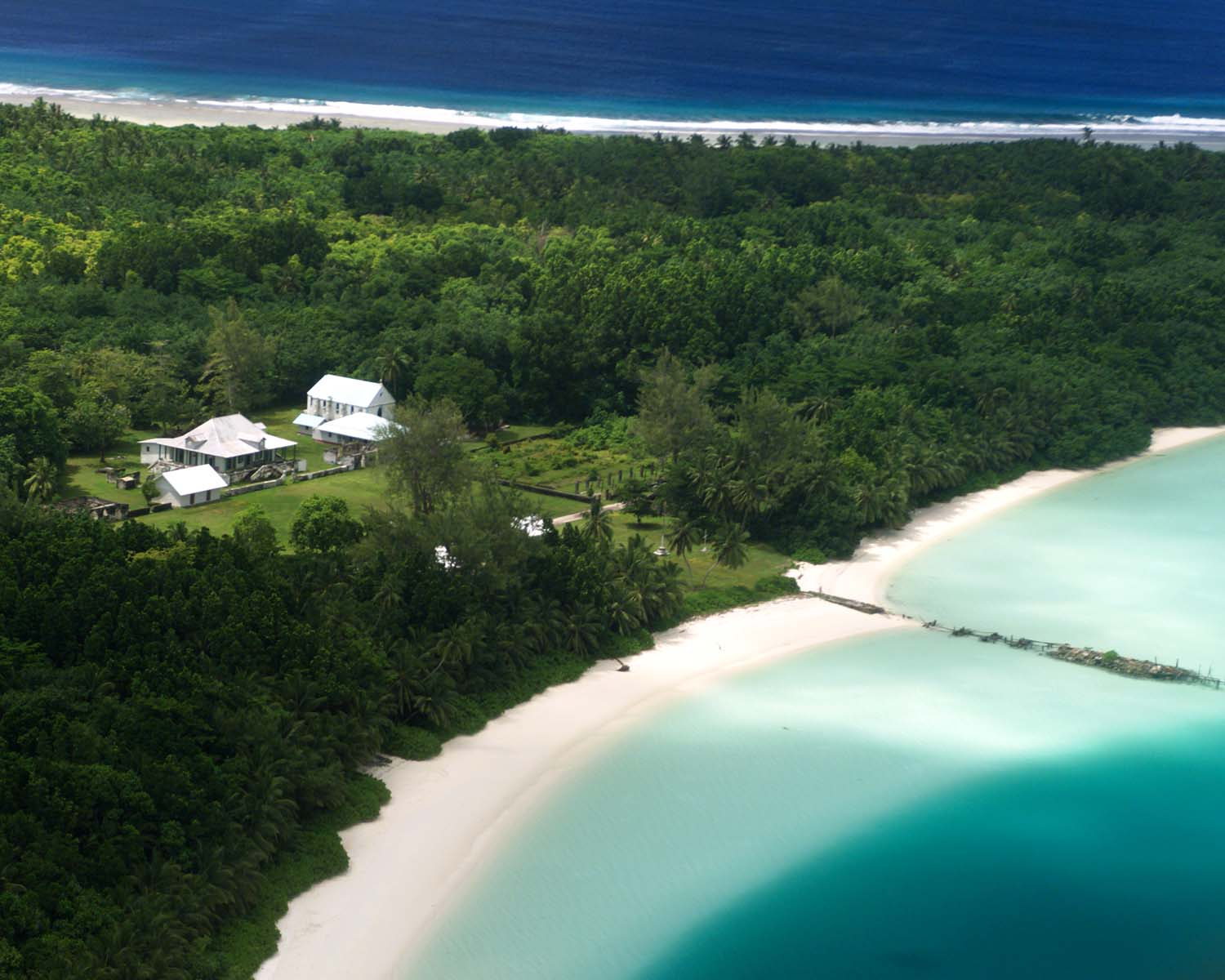
Kokosnootplantage op East Point
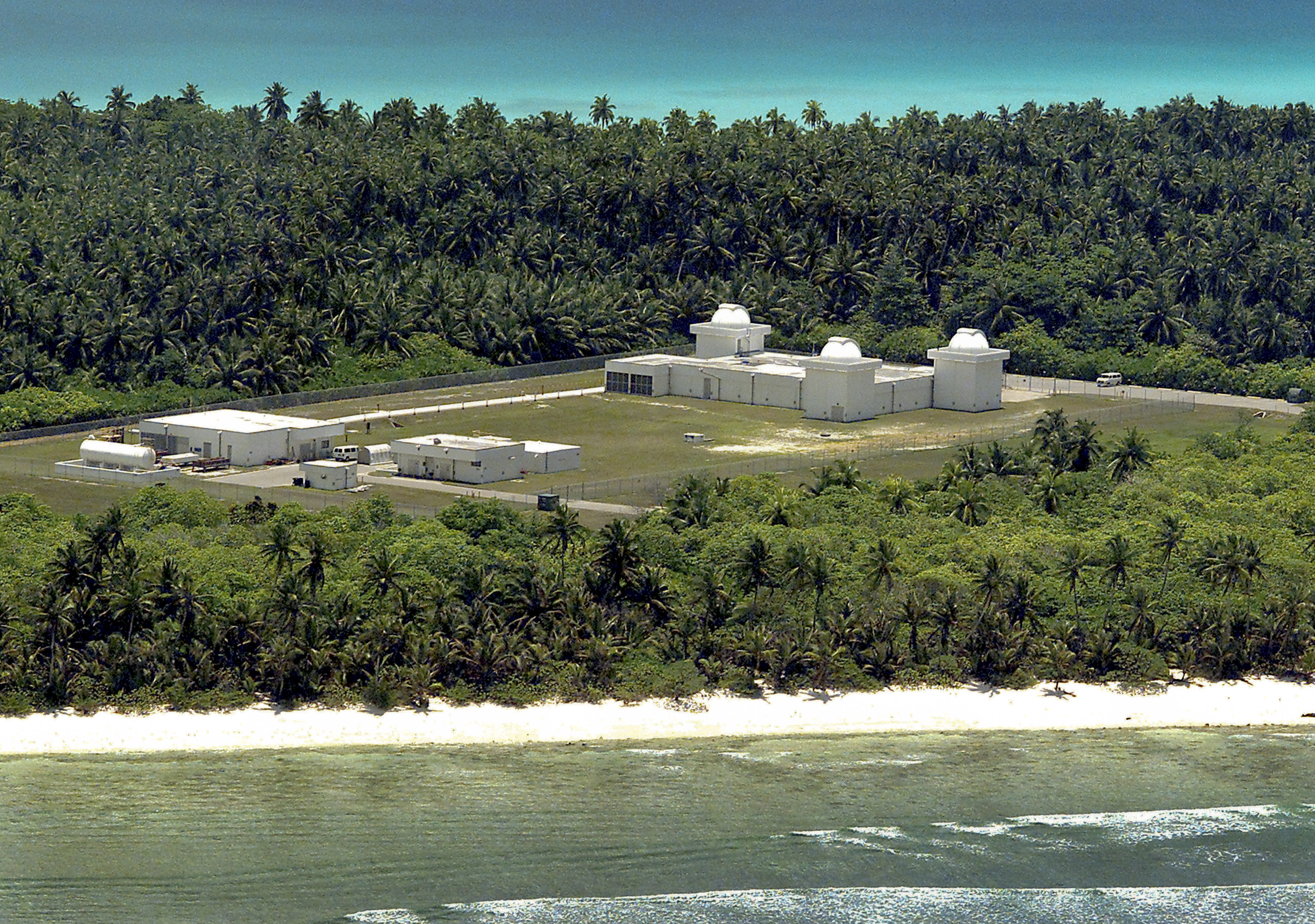
Ground-Based Electro-Optical Deep Space Surveillance System
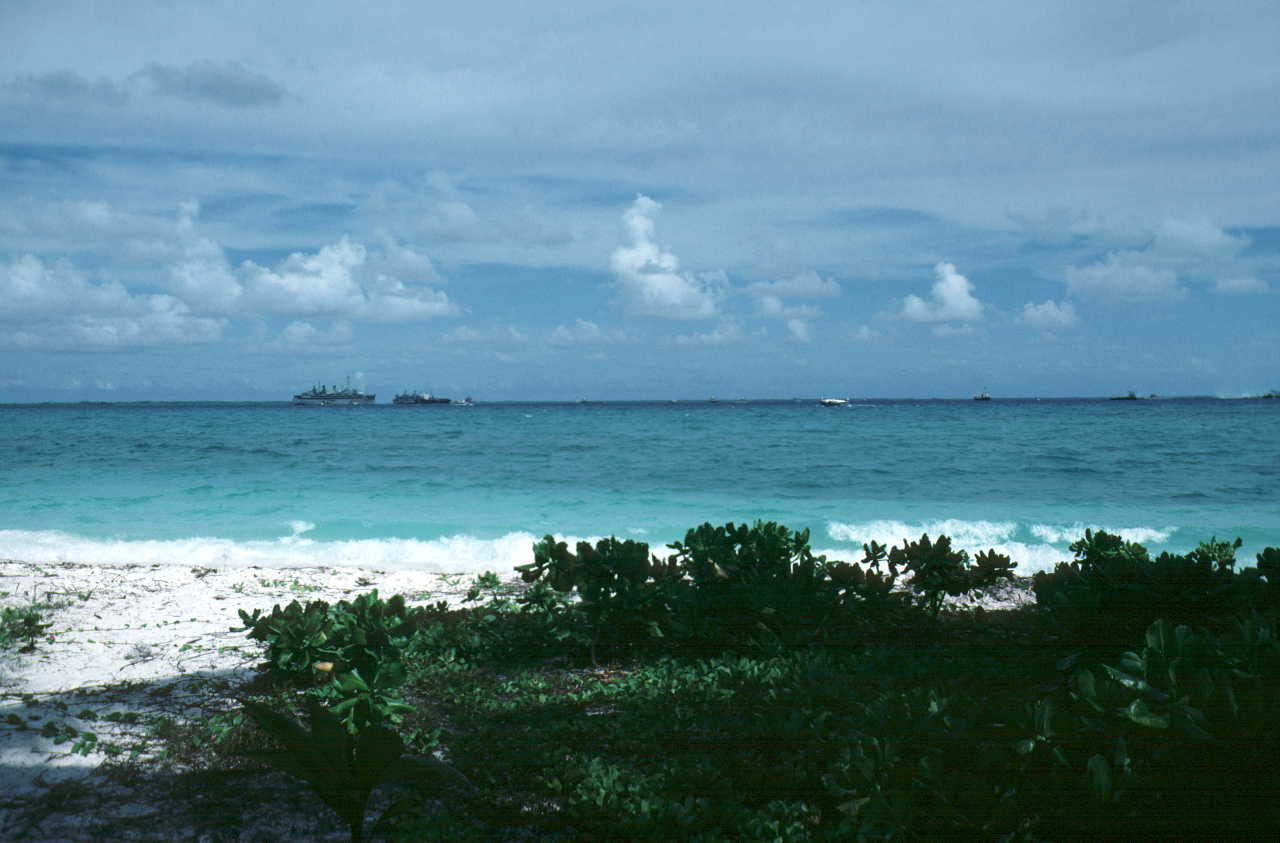
Schepen in de lagune
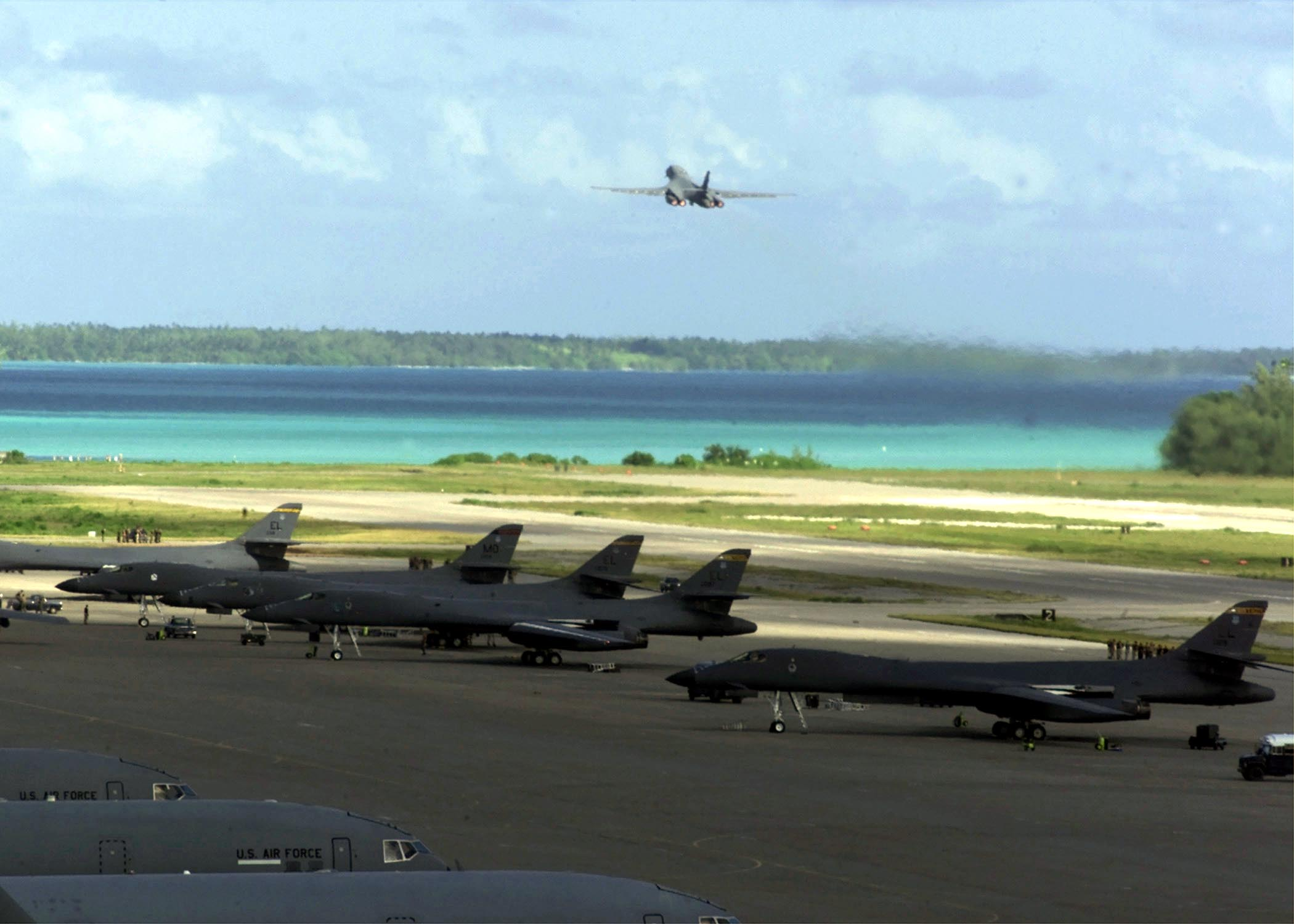
Luchtmachtbasis
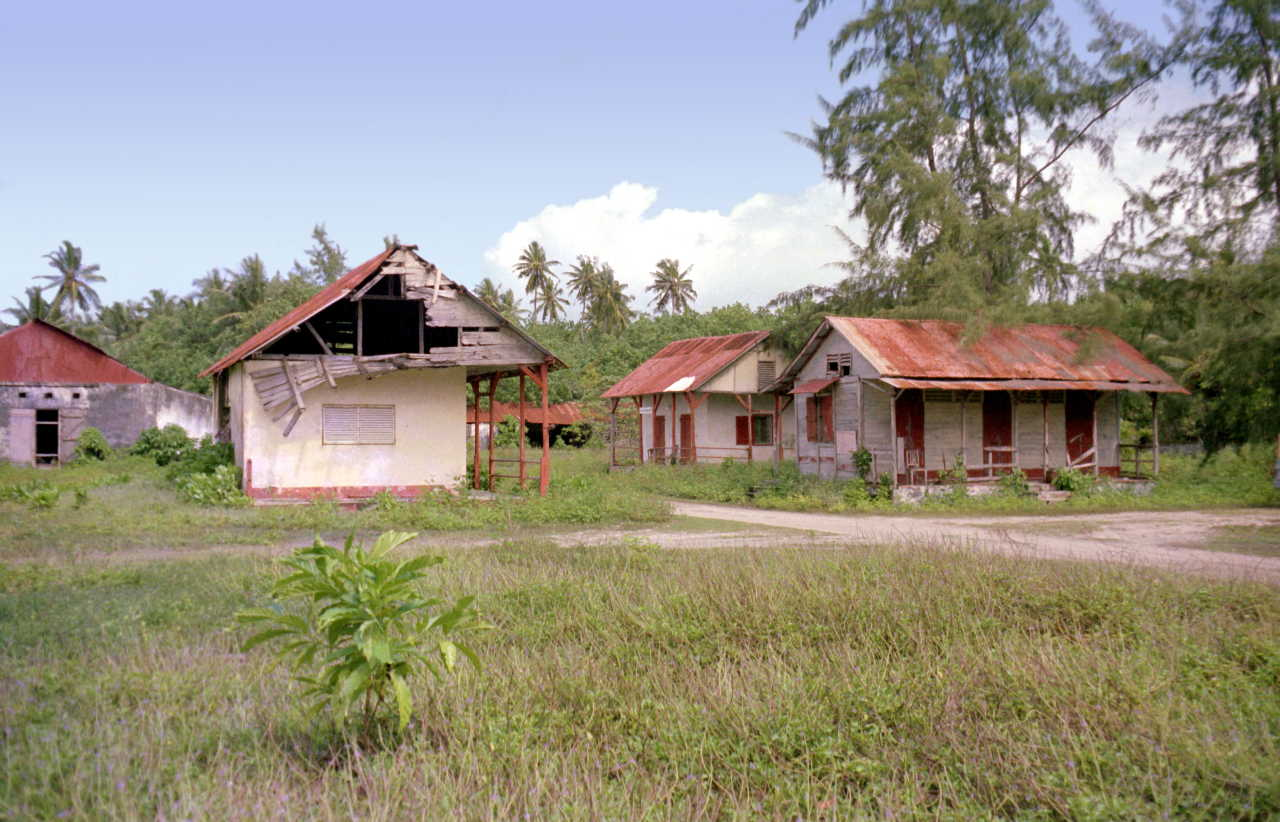
Verlaten plantage